# Sanderson Lam
Sanderson Lam (Leeds, 28 de enero de 1994) es un jugador de snooker inglés.

## Biografía
Nació en la ciudad irlandesa de Leeds en 1994. Es jugador profesional de snooker desde 2015, aunque se cayó del circuito profesional en 2019 y no recuperó su plaza hasta 2022. No se ha proclamado campeón de ningún torneo de ranking, y su mayor logro hasta la fecha fue alcanzar los octavos de final del Abierto de Gibraltar de 2017, en los que cayó derrotado (1-4) ante Judd Trump. Tampoco ha logrado hilar ninguna tacada máxima, y la más alta de su carrera está en 137.